# Ringo R-470
O Ringo R-470 da empresa Ritas do Brasil foi um computador doméstico brasileiro, parcialmente compatível com o Sinclair ZX81.

## História
Desenvolvido a partir de um projeto de automação industrial da Ritas, tradicional fabricante de botões de pressão, o R-470 adotou como estratégia de marketing ser um diferencial entre os clones da linha Sinclair ZX81. Todavia, o mercado demonstrou estar mais preocupado com a compatibilidade do que com as interessantes possibilidades de expansão oferecidas pela máquina. Com um preço inicial de Cr$ 449.950,00, alto se comparado, por exemplo, com o de um TK85 com 16 KiB, vendido na mesma época por Cr$ 369.850,00, o R-470 jamais teve vendas expressivas e logo saiu de produção.

## Características
- Memória:
  - ROM: 8 KiB/16 KiB
  - RAM: 16/48 KiB
- Teclado: "teclado chiclete", 49 teclas
- Display:
  - Vídeo invertido (reversível pelo teclado)
  - 22 X 32 texto
  - 64 x 48 ("semi-gráfico")
- Expansão:
  - 1 slot (na traseira)
- Portas:
  - 1 saída para TV (modulador RF, canal 3 VHF)
  - 1 conector para joystick
  - 1 conector para modem (1200 bps)
  - Interface de cassete
- Armazenamento:
  - Gravador de cassete (300/2400 bps)